# ルース・M・グルーベル
ルース・M・グルーベル（Ruth M Grubel、1950年9月14日 - ）は、宣教師。関西学院大学社会学部教授。学校法人関西学院院長を歴任した。

## 略歴
1950年、アメリカ合衆国ミネソタ州生まれ。1974年米国インディアナ大学ココモ校を卒業し、教養学士号取得。1986年、ネブラスカ大学リンカーン校政治学大学院を修了し、政治学博士号取得。1985年、ウィスコンシン大学ホワイトウォーター校講師、1990年同校助教授、1996年同校教授に就任（1997年まで）。1996年に関西学院宣教師および、関西学院大学社会学部助教授に就任する。1998年から同大学教授および学校法人関西学院評議員。2004年、関西学院理事に就任。2007年から関西学院第15代院長（2016年3月まで）。

## 著書
- "Appropriate Assistance: Responses to offers of foreign support following the Great Hanshin Earthquake" R.M. Grubel, 関西学院大学社会学部紀要 第86号 (2000年) pp.117-128.
- "Internationalization in Everyday Life: The role of consumer co-ops in Japan"  R.M. Grubel, 関西学院大学社会学部紀要 第96号 (2004年) pp.137-148.

| 学職                            | 学職                              | 学職                            |
| ------------------------------- | --------------------------------- | ------------------------------- |
| 先代 畑道也 2004年4月-2007年3月 | 関西学院院長 2007年4月〜2016年3月 | 次代 田淵結 2007年4月-2016年3月 |